# Alex Thépot
Alexis Thépot (* 30. Juli 1906 in Brest, Département Finistère; † 21. Februar 1989 in Paris), oder kurz Alex Thépot, war ein französischer Fußballspieler auf der Position eines Torwarts. Er war zuletzt für den bretonischen Verein US Servannaise und die französische Fußballnationalmannschaft aktiv.

## Karriere

### Verein
Thépot, welcher allgemein nur Alex genannt wurde, spielte in seiner Kindheit bereits für L'Armoricaine de Brest, einen der Vorgängervereine des heutigen Stade Brestois.
Er gilt als einer der besten französischen Torhüter in den 1920er und 1930er Jahren und zeichnete sich bereits früh durch seine schnellen Reflexe aus. Thépot vermied, anders als viele Torhüter seiner Zeit, das Klären mit dem Fuß und das Vordringen in die gegnerische Hälfte. 1923 rückte er in die erste Elf auf und blieb für seinen Heimatverein bis zum Ende der Saison 1926/27 aktiv. Nach einer kurzen Station bei FEC Levallois wechselte er 1928 zum Verein Red Star nach Paris. Bei den erfolgreichen Hauptstädtern, die gerade zum vierten Mal den französischen Pokal gewonnen hatten, ersetzte er den ehemaligen Nationaltorhüter Pierre Chayriguès. In der ersten Austragung der professionellen französischen Fußballliga 1932/33 bestritt er zwar 16 von 18 Meisterschaftsspielen, stieg am Ende der Saison mit den Hauptstädtern jedoch ab. Auch im Coupe de France schied er mit der Mannschaft bereits im Achtelfinale gegen den AS Cannes aus. Zusammen mit Marcel Pinel und Alfred Aston hielt er dem Verein auch hier die Treue und war maßgeblich am sofortigen Wiederaufstieg beteiligt. Die Meisterschaft der neugegründeten Division 2 sollte der einzige Vereinstitel seiner Karriere bleiben. Thépot trug das Trikot der Hauptstädter noch bis 1935 und wechselte anschließend zum nordfranzösischen Verein Olympique Dunkerque. Nach seiner Rückkehr in die heimatliche Bretagne ließ er seine Karriere anschließend bei US Servannaise ausklingen und beendete seine aktive Laufbahn im Jahr 1939.

### Nationalmannschaft
Bereits mit 20 Jahren wurde Thépot in die französische Fußballnationalmannschaft berufen und gab sein Debüt am 26. Mai 1927 im Freundschaftsspiel gegen Auswahl von England (0:6). Im Jahr 1928 bestritt er 5 Länderspiele gegen europäische Mannschaften, u. a. die Schweiz (4:3), Portugal (1:1) und die Tschechoslowakei (0:2), und war Teilnehmer an den Olympischen Spielen in Amsterdam, wo er im Spiel gegen die Auswahl Italiens (3:4), als einziger Spieler des FEC Levallois, zum Einsatz kam. In den Jahren 1929 bis 1930 bestritt er 6 weitere Länderspiele u. a. gegen die Mannschaften aus Jugoslawien, Belgien und Schottland. Neben Stürmer Marcel Pinel war Thépot der einzige Spieler von Red Star, den Nationaltrainer Raoul Caudron in das Aufgebot Frankreichs zur Fußball-Weltmeisterschaft 1930 in Uruguay berief. Obwohl er sich im ersten Spiel gegen Mexiko (4:1) bereits nach 26 Minuten verletzte und die Franzosen in Unterzahl waren, Auswechslungen gab es zu dieser Zeit noch nicht, stand er in allen Partien der Les Bleus im Tor.
Die spielstarke und favorisierte Mannschaft aus Argentinien konnte den französischen Schlussmann erst spät durch ein Tor von Luis Monti überwinden. Vier Tage später hielt Thépot im Spiel gegen Chile (1:0), in der 30. Spielminute gegen Torjäger Guillermo Saavedra, den ersten bei einer Weltmeisterschaft verhängten Elfmeter.
Nach der Weltmeisterschaft in Uruguay folgten 10 Länderspiele ausschließlich gegen europäische Auswahlmannschaften und im Spiel gegen Deutschland am 15. März 1931 führte er die Mannschaft als Kapitän auf das Feld, diese Rolle sollte er bis 1935 innehaben. Gegen die Mannschaft aus Luxemburg (1:6) qualifizierte er sich mit Frankreich zur Weltmeisterschaft 1934 in Italien. Der englische Nationaltrainer der Les Bleus Sid Kimpton, berief mit Thépot, Jacques Mairesse und Alfred Aston dabei drei Spieler von Red Star in das Aufgebot zur Weltmeisterschaft. Doch bereits im ersten Spiel gegen die Auswahl von Österreich (3:2 n. V.) schied die Mannschaft aus dem Turnier aus. Seinen letzten Einsatz für Frankreich absolvierte er am 17. März 1935 im Freundschaftsspiel gegen die deutsche Fußballnationalmannschaft. Sein erstes und sein letztes Spiel als Mannschaftskapitän bestritt er somit gegen Deutschland. Mit 31 Länderspielen war Thépot 37 Jahre lang der Rekordtorhüter der Les Bleus. Erst Georges Carnus übertraf diesen Rekord, mit seinem 32. Länderspieleinsatz am 2. September 1972, im Freundschaftsspiel gegen die Auswahl von Griechenland.

## Leben nach der Zeit als Spieler
Thépot arbeitete schon zu seiner aktiven Zeit in der staatlichen Grenzverwaltung als Hauptinspektor der Zollbehörde, blieb dem französischen Fußball aber auch nach seinem Rücktritt als Spieler weiterhin verbunden. Während seiner Zeit bei US Servannaise agierte er bereits als Spielertrainer, und nach dem Zweiten Weltkrieg wurde er in das Komitee des Fußballverbands FFF berufen, das die Spieler für die Équipe Tricolore auswählte. Nach einer 2:6-Niederlage gegen die Schweiz am 12. Oktober 1960 trat er von diesem Posten zurück. 1964 ging er in den Ruhestand und starb am 21. Februar 1989 im Alter von 82 Jahren in der Hauptstadt Paris.